# Občina Cerklje na Gorenjskem
Občina Cerklje na Gorenjskem je jednou z 212 občin ve Slovinsku. Nachází se v Hornokraňském regionu na území historického Kraňska. Občinu tvoří 30 sídel, její rozloha je 78,0 km² a k 1. lednu 2017 zde žilo 7 569 obyvatel. Správním střediskem občiny je Cerklje na Gorenjskem.

## Geografie
Občina Cerklje na Gorenjskem je jednou z 18 občin Hornokraňského regionu. Střed občiny leží severně od centra Lublaně ve vzdálenosti zhruba 21 km. Na jihu občiny se nachází Mezinárodní letiště Jože Pučnika, Lublaň. Nadmořská výška stoupá od jihu směrem na sever a pohybuje se v rozmezí 356–1971 m. Významnými vrcholy jsou Veliki Zvoh (1971 m n. m.) a Krvavec (1853 m n. m.).

## Členění občiny
Občina se dělí na sídla: Adergas, Ambrož pod Krvavcem, Apno, Cerkljanska Dobrava, Cerklje na Gorenjskem, Dvorje, Češnjevek, Glinje, Grad, Lahovče, Poženik, Praprotna Polica, Pšata, Pšenična Polica, Ravne, Sidraž, Spodnji Brnik, Stiška vas, Sveti Lenart, Šenturška Gora, Šmartno, Štefanja Gora, Trata pri Velesovem, Vašca, Velesovo, Viševca, Vopovlje, Vrhovje, Zalog pri Cerkljah, Zgornji Brnik.

## Sousední občiny
Sousedními občinami jsou: Preddvor na severu, Kamnik na východě, Komenda na jihovýchodě, Vodice na jihu a Šenčur na západě.